# Adam Demos
Adam Demos (* 24. Mai 1985 in Wollongong) ist ein australischer Filmschauspieler, der im deutschsprachigen Raum vor allem mit seinen Auftritten in den Fernsehserie Sex/Life und UnREAL bekannt wurde.

## Leben und Wirken
Demos wuchs auf einer Farm außerhalb von Wollongong auf und besuchte die Dapto High School. Nach seinem Abschluss im Jahr 2003 arbeitete er einige Jahre im Abbruchunternehmen seines Vaters, ehe er mit 23 ein Schauspielstudium an der Screenwise Film & TV Acting School in Sydney begann. Nach einigen Episodennebenrollen in australischen Fernsehserien wie Home and Away, Underbelly: The Golden Mile und Winners & Losers wurde er für die wiederkehrende Rolle Nate Baldwin in der dritten Staffel der Serie Janet King gecastet. Dort erfuhr er von einer Rolle in Hollywood, die explizit für einen australischen Schauspieler geschrieben war und wurde so für die Rolle in UnREAL gecastet. 2019 spielte er in Falling Inn Love an der Seite von Christina Milian eine Hauptrolle. Seit 2021 ist er in der als Netflix-Original vermarkteten Serie Sex/Life ebenfalls in einer Hauptrolle zu sehen. Vor allem für seine Nacktszene erhielte er dabei viel Aufmerksamkeit.

## Filmografie (Auswahl)
- 2009: Home and Away (Seifenoper, eine Folge)
- 2010: Underbelly: The Golden Mile (Miniserie, eine Folge)
- 2016: Cooped Up
- 2017: Janet King (Fernsehserie, 7 Folgen)
- 2018: UnREAL (Fernsehserie, 18 Folgen)
- 2019: Falling Inn Love
- 2021–2023: Sex/Life (Fernsehserie, 14 Folgen)
- 2022: A Perfect Pairing
- 2024: Take My Hand
- 2024: Queen of the Ring
- 2024–2025: Rescue: HI-Surf (Fernsehserie, 18 Folgen)